# Bötenberg
Bötenberg ist ein Ortsteil der Gemeinde Balge im Landkreis Nienburg/Weser in Niedersachsen.
Der Ort liegt zwischen der B 6 und der östlich fließenden Weser. Am südlichen Ortsrand von Bötenberg fließt der Blenhorster Bach.